# TSV Bayer Dormagen
TSV Bayer Dormagen 1920 e.V. is met ongeveer 4500 leden  de grootste sportclub in Dormagen en een van de grootste in de Rhein-Kreis Neuss . 
Net als TSV Bayer 04 Leverkusen is TSV Bayer Dormagen ook een fabrieksclub van Bayer AG. Tevens is het bedrijf is een belangrijke sponsor van de club. In 1920 werd de club onder de naam gymnastiek- en sportclub Bayer Dormagen e.V. opgericht. De clubkleuren zijn blauw-wit. 
De meest bekende afdeling van deze club is het handbalteam, dat onder de naam TSV Dormagen tot het einde van het seizoen 2009/10 in de Handbal Bundesliga speelde. Van 2010 tot 2012 speelde het team onder de naam Dormagener Handball Club Rheinland. 
De sportclub heeft veel verschillende secties die het zijn leden kan bieden: basketbal, schermen, atletiek, zwemmen, duiken, handbal, voetbal, judo, boksen, volleybal, gymnastiek en triatlon. 